# Второе наступление тайпинов на Шанхай
Второе наступление тайпинов на Шанхай (кит. 太平軍二攻上海, июль 1861 — ноябрь 1862) — одно из сражений тайпинского восстания, часть Восточного похода тайпинов.

## Предыстория
В конце мая 1860 года тайпины во главе с Ли Сючэном начали Восточный поход, в ходе которого в августе на пять дней заняли часть Шанхая. Считая европейцев «братьями во Христе», тайпины искренне надеялись, что «западные братья по истинной вере» помогут им в борьбе с «маньчжурскими нехристями». Однако тайпины, запретившие сбыт опиума, стали помехой «открытию» внутренних провинций бассейна Янцзы для европейской торговли. Поэтому европейские державы решили сделать ставку на империю Цин и помочь последней как можно скорее уничтожить повстанческое «христианское» государство. Войска Ли Сючэна были встречены в Шанхае обстрелом со стороны британских войск. Не желая обострять отношения с европейскими державами, тайпины отступили.
В 1861 году тайпины овладели провинциями Цзянсу и Чжэцзян. В это время тайпинские войска были разделены на пять армий, которыми командовали Тань Шаогуан, Ли Жунфа, Гу Цинъюнь, Чэнь Куньшу и Чэнь Биньвэнь. Противостоявшие им правительственные «войска зелёного знамени», руководимые Хуан Исинем, имели слабую боеспособность; поэтому в октябре 1861 года Ли Хунчжан создал из местных китайских ополчений Хуайскую армию.

## Первый этап
В конце 1861 года Ли Жунфа переправил 20 тысяч человек на тысячах лодок и занял район Пудун к востоку от Шанхая. Шанхайский даотай У Шу обратился за помощью к властям Британского сеттльмента и Французской концессии, и американский наёмник Фредерик Вард двинул против тайпинов две тысячи натренированных им китайских и филиппинских солдат.
По требованию Ли Жунфа, на Рождество было объявлено 15-дневное перемирие. В декабре шанхайские власти обратились в Пекин за помощью, и к Шанхаю немедленно была отправлена 20-тысячная Хуайская армия.

## Второй этап
В апреле 1862 году Ли Хунчжан был официально назначен губернатором провинции Цзянсу. Пять дней спустя Хуайская армия начала контрнаступление под Шанхаем. Одновременно мэр Цзиньшаня отправил 5 тысяч человек чтобы окружить и атаковать занятый тайпинами Тайцан. Для снятия блокады Тайцана Ли Сючэн отправил в середине апреля 100 тысяч человек. Мэр Цзиньшаня отказался выполнить приказ Ли Хунчжана об отступлении, и потерял все свои войска.
В конце апреля Чэнь Биньвэнь оккупировал Цзядин, чей гарнизон отступил в Шанхай. Базируясь на Цзядин, тайпинская армия стала готовиться атаковать расположенный к северо-западу от Шанхая Сунцзян. Ли Хунчжан приказал своему заместитель Чэн Сюэчи контратаковать Чэнь Биньвэня.
В начале мая войска Ли Жунфа сдались Хуайской армии на востоке Пудуна. Для принятия капитуляции Ли Хунчжан отправил Лю Минчуаня, провоцируя Ли Жунфа атаковать его силы. Провал тайпинских атак против Лю Минчуаня вынудил Лю Жунфа очистить Пудун, который тайпины оккупировали в течение девяти месяцев. В это же время Чэн Сюэчи атаковал тайпинов, занявших Сунцзян, и выбил их после тринадцати дней боёв.

## Третий этап
В сентябре 1862 года 80-тысячная тайпинская армия под командованием Тань Шаогуана подготовила ещё одно наступление на Шанхай, защищаемый Го Сунлинем из Хуайской армии. Первая атака, возглавляемая Чэнь Биньвэнем, провалилась, когда Чэн Сюэчи уничтожил 20 тайпинских лагерей. Чэнь Биньвэнь отступил в Сыцзянкоу, где соединился с Тань Шаогуаном.
12 сентября объединённые тайпинские силы атаковали цинские войска в Тайцане и Куньшане. Двигаясь очень быстро, они достигли Цинпу, который находился всего в 5 км от города, и окружили 20 тысяч правительственных войск. Хуан Исинь, которому на помощь пришла «Всегда побеждающая армия», атаковал со стороны реки и даже захватил плацдарм, однако особого успеха не добились. Тайпины тем временем наводили понтонные мосты.
Ли Хунчжан, прибывший для личного руководства сражением, приказал своим генералам разгромить Таня и деблокировать правительственные войска, окружённые на северном берегу, пока не стало слишком поздно. 21 сентября Чэн Сюэчи, под командованием которого было 6 тысяч человек из Хуайской армии и Цинского флота, в ходе восьми атак сумел отрезать тайпинам пути отхода. Хуайская армия прорвалась к блокированным войскам и освободила их; сам Чэн был ранен в результате пушечного выстрела.
Тань Шаогуан отступил в Сучжоу и начал готовить город к обороне. Тайпины предприняли ещё четыре безуспешных атаки, после чего Хун Сюцюань приказал прекратить наступление и отвести войска. Битва за Шанхай завершилась.